# Samsung Galaxy A7 (2016)
Samsung Galaxy A7 (2016) là điện thoại thông minh do Samsung Electronics sản xuất. Dòng điện thoại này được Samsung giới thiệu vào ngày 2 tháng 12 năm 2015, cùng với những dòng điện thoại khác là Samsung Galaxy A3 (2016), Samsung Galaxy A5 (2016) và Samsung Galaxy A9 (2016)
Samsung Galaxy A7 (2016) chạy hệ điều hành Android 5.1.1 Lollipop và có thể nâng cấp lên Android 6.0.1 Marshmallow. Chipset Exynos 7580, với 8 nhân trên nền tảng 64-bit. Chip đồ họa Mali-T720MP2 và RAM 3GB.
Samsung Galaxy A7 (2016) được giới thiệu ở Trung Quốc vào ngày 15 tháng 12 năm 2015, các nước khác vào quý 1 năm 2016.  Đến tháng 4 năm 2016, Samsung Galaxy A7 (2016) đã có mặt ở thị trường Đông Âu, Châu Phi, Trung Đông, Mỹ Latinh và Châu Á.